# Leucophanera
Leucophanera is een geslacht van vlinders van de familie visstaartjes (Nolidae).

## Soorten
- L. argyrozona de Joannis, 1911